# Novi Zagreb - zapad

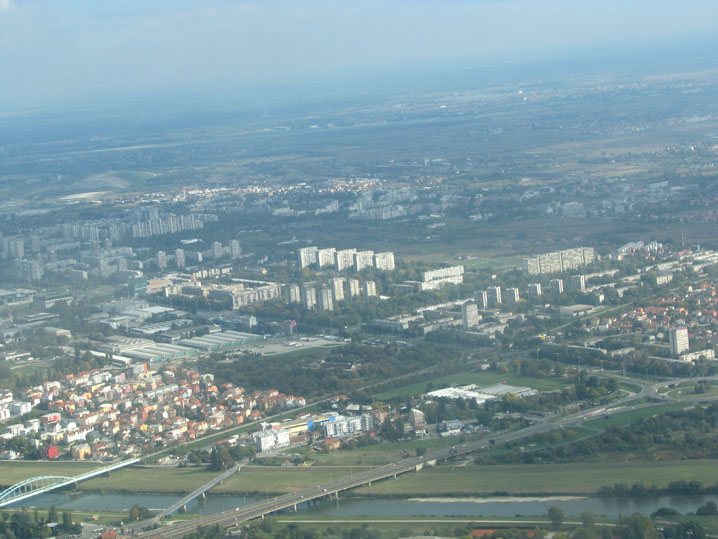
Locatie van district in Zagreb

Novi Zagreb - zapad ("Nieuw Zagreb - West") is een četvrt (buurt, wijk) in de Kroatische hoofdstad Zagreb met een gekozen stadsraad. Novi Zagreb Zapad telt (per 2001) 48.981 inwoners.

Wijken in Novi Zagreb - zapad:
- Kajzerica - in deze wijk heeft een Chinese buurt.
- Lučko
- Hrašće
- Hrvatski Leskovac
- Remetinec
- Savski gaj
- Siget - dit is een duurdere wijk (de élitewijk van Novi Zagreb) waar ook de handelsplek van Zagreb staat ("Zagrebački Velesajam")
- Sveta Klara
- Trnsko

Brezovica · Črnomerec · Donja Dubrava · Donji Grad · Gornja Dubrava · Gornji Grad - Medveščak · Maksimir · Novi Zagreb - istok · Novi Zagreb - zapad · Peščenica - Žitnjak · Podsljeme · Podsused - Vrapče · Sesvete · Stenjevec · Trešnjevka - jug · Trešnjevka - sjever · Trnje